# Temesgyarmat község
Temesgyarmat község (románul: Comuna Giarmata) község Temes megyében, Romániában. Központja Temesgyarmat, hozzá tartozik Csernegyház.

## Népessége
A 2011-es népszámlálás adatai alapján a község népessége 6502 fő volt.